# Arnór Þór Gunnarsson
Arnór Gunnarsson (Akureyri, 23 de octubre de 1987) es un exjugador de balonmano islandés que jugaba de extremo derecho. Su último equipo fue el Bergischer HC de la Bundesliga. Fue un componente de la selección de balonmano de Islandia.
Su hermano, Aron Gunnarsson, es el capitán de la selección de fútbol de Islandia.

## Palmarés

### Bergischer HC
- 2.Bundesliga (2): 2013, 2018

## Clubes
- Þor Akureyri ( -2006)
- Valur Reykjavik HB (2006-2010)
- TV Bittenfeld (2010-2012)
- Bergischer HC (2012-2023)